# Melsonby nationalpark
Melsonby nationalpark (engelska: Melsonby (Gaarraay) National Park) är en nationalpark i Australien.   Den ligger i delstaten Queensland, i den nordöstra delen av landet, 2 300 km norr om huvudstaden Canberra. Melsonby ligger 132 meter över havet.
Terrängen runt Melsonby nationalpark är platt. Trakten runt Melsonby är nära nog obefolkad, med mindre än två invånare per kvadratkilometer.. Det finns inga samhällen i närheten.
I omgivningarna runt Melsonby växer huvudsakligen savannskog.